# Ptinus incisicollis
Ptinus incisicollis is een keversoort uit de familie klopkevers (Ptinidae). De wetenschappelijke naam van de soort werd in 1933 gepubliceerd door Maurice Pic.